# Kултура (часопис)
Kултура је интердисциплинарни научни часопис који се бави теоријом и социологијом културе, као и културном политиком. Часопис је основан 1968. године, а његов оснивач је Стеван Мајсторовић, оснивач Завода за проучавање културног развитка (Запрокул). Часопис Култура континуирано излази од 1968. године.
Предмет часописа је култура, у општем смислу речи, обухватајући тако све аспекте људске делатности, док је циљ интегрално, аналитичко и критичко тумачење различитих културних феномена.

## O часопису
При оснивању 1968. године, часопис Култура се издвајао по својој концепцији и дизајну. Од првог броја, часопис је био отворен за стваралачке идеје присутне у тадашњој Југославији и широм света. То потврђују текстови значајних страних аутора, као и прилози аутора из културних центара тадашње Југославије и домаћих аутора који представљају нове идеје и приступе култури.
Уметник и калиграф Божидар Боле Милорадовић, креирао је логотип и нацрт корица часописа Култура за први број.
Од 1971. године, часопис је усвојио праксу уређивања тематских бројева, са циљем да се одређене области детаљније представе и обогате у културној и научној средини.

## Периодичност излажења и бројеви
Часопис Култура излази квартално, четири пута годишње. Од свог оснивања 1968. године, часопис Култура  објавио је укупно 184 броја.

## Преводи
У часопису Култура објављује и:
- текстове првобитно објављене на страним језицима, касније преведене на српски
- текстове првобитно објављене на српском, касније преведене на стране језике[6]

## Штампање и дигитализација
Штампарије које су штампале часопис од почетка до данашњег дана:
- Од броја 4 (1969) Сервис Савеза удружења правника Југославије, Београд
- Од броја 20 (1973) „Слободан Јовић”, Београд
- „Од броја 38 (1977) Слободан” Јовић, Београд
- Од броја 91/92 (1993) ЧИП Београд
- Од броја 103/104 (2002) Србоштампа, Београд
- Од броја 107/108 (2003) Фото футура, Београд
- Од броја 127 (2010) Цицеро, Београд
- Од броја 138 (2013) Цицеро принт, Београд
- Од броја 142 (2014) Ретро Принт, Београд[7]
- Од 2001. године штампање часописа омогућава Министарство културе и информисања Републике Србије.
- Године 2009. је уз подршку ресорсног министарства завршена дигитализација свих бројева часописа. Први резултат је био ДВД носач са часописом у електронској форми, приложеним уз 129. број.
- Године 2013. часопис је прешао на ћирилично писмо уз важну напомену да ће још увек објављивати на латиничном писму текстове аутора из региона који га користе. Исте године часопис Култура је прославио 45 година постојања, и уз 140. број часописа приложен је USB са свим доступним текстовима у дигиталној форми од 1. до 137. броја.
- Данас се на страници часописа могу пронаћи сви текстови из свих његових бројева.[5][8]

## Регистрација часописа
У одељењу за регистрацију часописа Министарства просвете, науке и технолошког развоја Републике Србије, часопис Култура је:
- године 2005. (године када је уведена категоризација научних часописа) регистрован под ознаком Р53
- године 2009. часопис је напредовао на листи регистрованих часописа и добио ознаку Р52
- године 2010. у Регистру научних часописа Министарства науке Републике Србије, часопис Култура је регистрован под ознаком М52 у групи часописа за Историју, историју уметности, етнологију и археологију
- године 2012. часопису је одлуком надлежних служби Министарства просвете, науке и технолошког развоја Републике Србије додељена категорија часописа од националног значаја, ознака М51.[8]

Часопис се редовно полаже у Репозиторијум Народне библиотеке Србије, а од 2010. године налази се у Српском цитатном индексу (SCI), где су текстови, објављени у часопису Култура, доступни у пуној електронској форми. од 2011. године научни чланци, осим редовних УДК бројева, имају и одговарајуће ДОИ бројеве, који омогућавају видљивост и индексирање у међународним оквирима и по међународним стандардима.
Часопис је у међувремену добио електронску платформу, односно учинио је почетне кораке у електронском уређивању које спроводи CEON (Служба задужења за праћење, мерење и вредновање научних часописа) преко програма за електронско уређивање Aseestant. Тиме је побољшан квалитет објављених прилога, јер редакција сада располаже одговарајућим програмима за проверу текстова у виду правилног цитирања и навођења референци, као и спречавања плагијата.

## Установе у којима се часопис може пронаћи
Часопис се редовно испоручује: 
- Народној библиотеци Србије у Београду,

- Библиотеци града Београда,

- Универзитетској библиотеци "Светозар Марковић" у Београду,

- Библиотеци Матице српске у Новом Саду,

- Централној библиотеци Српске академије наука и уметности у Београду,

- Универзитетској библиотеци у Нишу,

- Универзитетској библиотеци у Крагујевцу.

Такође, часопис редовно добијају бројне заинтересоване установе културе (библиотеке, позоришта, музеји, културни центри) и појединци. 
Размена се обавља са многим сродним институцијама и часописима у земљи, региону и Европи (Црна Гора, Хрватска, Словенија, Мађарска, Бугарска, Немачка, Швајцарска и друге земље).

## Редакција и уредници
Састав прве редакције часописа чинило је 11 чланова, на челу са одговорним уредником Стеваном Мајсторовићем и његовим колегом Тривом Инђићем, који су сматрани идејним покретачима часописа. Редакцију су чинили: Слободан Цанић, Драгутин Гостушки, Вујадин Јокић, Даница Мојсин, Мирјана Николић, Небојша Попов, Богдан Тирнанић, Милан Војновић и Тихомир Вучковић. Током историје дуге 5 деценија часописа, постојало је више редакција.
Одговорни уредници (по годинама и бројевима часописа):
- од броја 19 (1972) – Милош Немањић
- од броја 38 (1977) – Радослав Ђокић
- од броја 76/77 (1987) – Бранимир Стојковић
- од броја 96 (1998) – Душан Ч. Јовановић, главни уредник Милена Драгићевић Шешић
- од броја 103/104 (2002) – главни и одговорни уредник Јелена Ђорђевић
- од броја 122/123 (2009) – Александар Лазаревић, главни уредник Миланка Тодић
- од броја 138 (2013) – Марина Лукић Цветић, главни уредник Александар Прњат
- од броја 154 (2017) – Вук Вукићевић, главни уредник Владислава Гордић Петковић
- од броја 170/171 (2021) – Марко Крстић, главни уредник Слађана Илић
- од броја 178/179 (2023) – Владан Церовић, главни уредник Слађана Илић[7]

Данашњу редакцију чине: Пеђа Пивљанин (извршни уредник), др Слађана Илић (главна уредница), Владан Церовић (одговорни уредник), професор др Саша Радојчић, др Јана Алексић, доцент др Слободан Пенезић и доцент др Владимир Коларић. 